# الألعاب الأولمبية الشتوية 1948

شعار الألعاب الأولمبية الشتوية 1948.

أقيمت الألعاب الأولمبية الشتوية لسنة 1948 في مدينة سان موريتز السويسرية.
1. 1 2  "St. Moritz 1948" (بالإنجليزية). International Olympic Committee. Retrieved 2019-11-20.